# Natura 2000-område nr. 49 Gudenå og Gjern Bakker
Natura 2000-område nr. 49 Gudenå og Gjern Bakker er et EU-habitatområde (H45) der har et areal på i alt 815 hektar hvoraf 47 ha er statsejet.
Området består af den ånære del af Gudenådalen mellem Silkeborg Langsø og Kongensbro og
samt den brede, nedre del af Gjern ådalen og en stor del af
Gjern Bakker, og udgør en strækning på 23 km af Gudenåen. Langs åens vestside går på hele strækningen Trækstien, der blev anlagt til pramfarten mellem
Randers og Silkeborg i midten af 1800-tallet.
Gudenådalen er - især i den øvre del af Natura 2000-området - en
bred smeltevandsdal med terrasserede dalsider, udformet under forskellige
stadier af isens afsmeltning under sidste istid.
Gjern Bakker ligger fremskudt, afgrænset af ådalene som løber sammen i Sminge Sø, og med Store Troldhøj som højeste, markante udsigtspunkt.

## §3-naturtyper
Af det samlede areal på 815 hektar er 362,5 ha af arealet omfattet af naturbeskyttelseslovens § 3, hvoraf 23,4 hektar er søer 131,4 ha er mose, 161,7 ha fersk eng, 4,6 ha overdrev og der er 26,2 km vandløb.
Derudover er der 316 ha skov, hvoraf 213 ha er noteret
som ”fredskov” eller ”delvis fredskov”, dette areal omfatter både landbrugsarealer og skov; 158 ha er løvskov og ca. 145 ha er nåleskov.

## Fredninger
Der er 4 fredede arealer i området, hvoraf 2 større
landskabsfredninger, Gødvadfredningen fra 1978 på i alt 652 ha og Smingefredningen fra 1975 på i alt 772 ha; Cirka halvdelen af habitatområdets areal ligger inden
for disse 2 fredninger . De to øvrige fredninger er omkring Tvilum Kirke
(kirkeomgivelsesfredning) og et tørt engareal i Gjern Bakker (tilstandsfredning fra 1962).

## Målsætninger
- Det overordnede mål for området er at sikre områdets vandløbsnatur ved at skabe et sammenhængende areal med gunstig naturtilstand, stor grad af naturlig dynamik og gunstige fysiske forhold.
- Småsøerne, der indgår i området opnår gunstig bevaringstilstand
- Skovnaturen sikres god høj naturtilstand og kontinuitet, og de lysåbne naturtyper, heder, overdrev og rigkær, der er knyttet til ådalen, udvides og sammenkædes.[1][2]

Natura 2000-planen er vedtaget i 2011, hvorefter kommunalbestyrelserne
og Naturstyrelsen udarbejdede bindende handleplaner for
gennemførelsen af planen. Planen videreføres og videreudvikles i senere planperioder.
Naturplanen er koordineret med vandplanen 1.5 Randers Fjord.

## Eksterne kilder og henvisninger
1. 1 2 3 4  Miljøstyrelsen Midtjylland (juni 2023). "Naturplan 2022-2027  Natura 2000-område nr. 49 Gudenå og Gjern Bakker" (PDF). mst.dk. Miljøstyrelsen. Arkiveret (PDF) fra originalen 22. maj 2024. Hentet 22. maj 2024.
2. 1 2 3 4  
Miljøstyrelsen Midtjylland (november 2021). "Revideret basisanalyse 2022-2027  Natura 2000-område nr.  49 Gudenå og Gjern Bakker" (PDF). mst.dk. Miljøstyrelsen. Arkiveret (PDF) fra originalen 22. maj 2024. Hentet 22. maj 2024.
3. ↑  Om fredningerne på Fredninger.dk
4. ↑  "Natura 2000-planlægning 2022-2027". mst.dk. Miljøstyrelsen. 2023. Arkiveret fra originalen 29. marts 2024. Hentet 11. maj 2024.

- Kort over området
- Naturplanen 2016-2021
- Basisanalyse 2016-2021